# 上村達男
上村 達男（うえむら たつお、1948年4月19日 - ）は、日本の法学者。専門は、商法・金融商品取引法・資本市場法。学位は、博士（法学）（早稲田大学・論文博士・2005年）。早稲田大学名誉教授。元弁護士（牛島総合法律事務所）。東京都出身（本籍千葉県市川市）。

## 人物
早くからアメリカ合衆国の市場原理主義者追随の安易な規制緩和に反対していた。アメリカでは、各州が規制緩和競争を行ない、最後に租税回避地のケイマン諸島のような、法回避地とでもいうべきデラウェア州の会社法が勝ち名乗りを上げたが、このような自由による弊害を回避するため、連邦証券所による情報開示・監視体系を確立するとともに、強権を発動できる証券取引委員会（SEC）を設置するなど自由も最大なら規律も最大というやり方をとっていた。ところが、日本は、デラウェア州の会社法を参考に会社法を改正して自由を最大にしたにもかかわらず、同時に導入すべき規制措置を全く考慮しなかったとして、会社法改正は大失敗であったと批判している。また、米国発の金融危機もリスク管理の失敗のような経営問題が原因ではなく、法と規制の欠陥が原因であったとしている。

## 略歴
- 1967年3月 早稲田大学高等学院卒業
- 1971年3月 早稲田大学法学部卒業
- 1973年3月 同大学院法学研究科修士課程修了
- 1977年3月 同博士課程満期退学
- 1977年4月 北九州大学法学部専任講師
- 1979年4月 同助教授
- 1981年4月 北九州大学退官、専修大学法学部助教授
- 1986年4月 同法学部教授
- 1990年4月 専修大学退職、立教大学法学部教授
- 1997年4月 立教大学退職、早稲田大学法学部教授（早稲田大学比較法研究所研究員併任）
- 2003年10月 早稲田大学21世紀COE＜＜企業法制と法創造＞＞総合研究所所長
- 2004年4月 早稲田大学大学院法務研究科教授併任
- 2004年6月 ジャスダック社外取締役
- 2004年9月 早稲田大学法学学術院教授
- 2005年1月 博士（法学）（早稲田大学）（学位請求論文『会社法改革 : 公開株式会社法の構想』
- 2006年9月 早稲田大学法学学術院長・法学部長(2010年9月まで)
- 2008年 早稲田大学グローバルCOE＜＜企業法制と法創造＞＞総合研究所所長
- 弁護士登録（第二東京弁護士会）
- 2019年3月 早稲田大学を定年退職
- 早稲田大学名誉教授
- 2019年12月　弁護士登録取消

## 主な研究テーマ
- 証券取引法理論体系の再構築
- 公開株式会社法理の研究

## 受賞歴
- 2004年1月 大隅健一郎賞　受賞（「会社法改革－公開株式会社法の構想－」岩波書店）

## 著書
- 『会社法』（青林書院）
- 『会社法改革―公開株式会社法の構想―』（岩波書店）
- 『金融ビッグバンー会計と法』（中央経済社）
- 『インサイダー取引規制の内規事例』（別冊商事法務195号（商事法務研究会））
- 『＜新版＞監査役の監査』（商事法務研究会）
- 『会社法における主要論点の評価』（中央経済社）
- 『株式会社はどこへ行くのか』（日本経済新聞社、2007年）　ISBN 4532313252
- 『NHKはなぜ、反知性主義に乗っ取られたのか』（東洋経済新報社、2015年）　ISBN　9784492223666

## 論文・寄稿
- 「連載・新体系証券取引法＜第25回まで完結＞」（企業会計53巻4号以下、2001年）
- 「公開株式会社法の構想について（上・中・下）」（商事法務1559・1560・1563号、2000年）
- 「改訂コーポレート・ガバナンス原則の特徴」（商事法務1612号、2001年）
- 「取締役が対会社責任を負う場合における損害賠償の範囲」（商事法務1600号、2002年）
- 「資本市場法制再構築の視点」（平成13年度資産流動化と投資家保護に関する調査・報告書第二分冊＜日本資産流動化研究所＞、2002年3月）
- 「資本市場制度改革」（ジュリスト1240号、2003年）
- 「取締役・執行役概念の再構成」（商事法務1710号、2004年）
- 「市場監視機能・体制の強化」（ジュリスト1280号、2004年）
- 「ライブドア対フジテレビ　市場のルールを踏み荒らす者は誰か」（世界739号、2005年）
- 「楽天対TBS　企業買収論議の死角」（世界747号、2006年）
- 「オリンパス役員「賠償額」の怪」（産経新聞朝刊2017年6月8日）

## 社会的活動
- 元司法試験（第二次試験）考査委員＜商法＞（法務省）
- 元法制審議会会社法（株券不発行等）部会委員（法務省）
- 元金融審議会第一部会等委員
- 産業構造審議会臨時委員（経済産業省）
- 経済財政諮問会議専門調査会委員（金融・資本市場改革ワーキング・グループ主査）
- 総合資源エネルギー調査会臨時委員
- 日本投資者保護基金理事
- 東京証券取引所自主規制委員会委員
- 日本取締役協会幹事（理事）
- NTTドコモアドバイザリーボード委員
- 大学評価委員会評価員（大学評価・学位授与機構）
- 日本放送協会経営委員会委員
- 日本内部監査協会参与
- 日本FP学会理事
- 日本IR学会理事
- 日経広告賞IR広告部門審査委員長
- 株式会社ジャスダック証券取引所社外取締役
- 株式会社資生堂社外取締役
- 財団法人日本証券経済研究所　評議員他

## 所属学会
- 私法学会
- 経済法学会
- 日米法学会
- 証券経済学会
- 金融法学会
- 監査研究学会